# Droga krajowa B185 (Niemcy)
Droga krajowa 185 (niem. Bundesstraße 185, B 185) – niemiecka droga krajowa przebiegająca  z zachodu na wschód od skrzyżowania z drogą B242 koło Harzgerode do skrzyżowania z autostradą A9 na węźle Dessau-Roßlau–Ost koło Dessau-Roßlau w Saksonii-Anhalt.